# バビロンに帰る ザ・スコット・フィッツジェラルド・ブック2
『バビロンに帰る ザ・スコット・フィッツジェラルド・ブック2』は、20世紀前半のアメリカの小説家F・スコット・フィッツジェラルドの短編小説集（村上春樹のエッセイ1編を含む）。

## 概要
1996年3月、中央公論社で刊行。装丁と表紙画は、前作と同じく和田誠。
タイトルどおり「スコット・フィッツジェラルド・ブック」シリーズの2作目だが、前作はフィッツジェラルド作品へのガイドブック的要素が強かったのに対し、本書は短編翻訳5編と紀行エッセイ1編での構成。1999年9月に中公文庫で再刊。
2008年11月、中央公論新社「村上春樹 翻訳ライブラリー」シリーズ（新書判）で改訂再刊、新版はマルカム・カウリーのエッセイ「スコット・フィッツジェラルド作品集のための序文」を翻訳した。

## 内容
| タイトル                                                  | 執筆者                       | 初出                                                  |
| --------------------------------------------------------- | ---------------------------- | ----------------------------------------------------- |
| ジェリービーン The Jelly-Bean                             | スコット・フィッツジェラルド | 『文學界』1991年4月臨時増刊号『村上春樹ブック』       |
| カットグラスの鉢 The Cut-Glass Bowl                       | スコット・フィッツジェラルド | 訳し下ろし                                            |
| 結婚パーティー The Bridal Party                           | スコット・フィッツジェラルド | 訳し下ろし                                            |
| バビロンに帰る Babylon Revisited                          | スコット・フィッツジェラルド | 『新潮』1991年4月増刊号『これ一冊でわかる世界の文学』 |
| 新緑 A New Leaf                                           | スコット・フィッツジェラルド | 訳し下ろし                                            |
| スコット・フィッツジェラルドの幻影 ――アッシュヴィル、1935 | 村上春樹                     | 『マリ・クレール』1992年10月号                        |
| スコット・フィッツジェラルド作品集のための序文            | マルカム・カウリー           | ※「村上春樹 翻訳ライブラリー」版のみに収録            |